# Lethia
Lethia é um género botânico pertencente à família Iridaceae.